# Rieti
Pour les articles homonymes, voir Rieti (homonymie).
Rieti [ˈrjɛːti] ou [ˈrjeti] est une ville italienne de la province du même nom dans la région du Latium.

## Géographie

### Situation
La ville se trouve dans une petite plaine, entourée par les monts Réatins, dont le sommet le plus important est le mont Terminillo ; elle est bordée par la rivière Velino. Sur les collines alentour sont accrochés les Couvents où veille encore l'enseignement de Saint François d'Assise, qui vécut et exerça son ministère dans les proches environs.

### Hameaux
Poggio Perugino, Poggio Fidoni, Piane di Poggio Fidoni, Sant'Elia, Piani di Sant'Elia

### Communes limitrophes
Belmonte in Sabina, Cantalice, Casperia, Castel Sant'Angelo, Cittaducale, Colli sul Velino, Concerviano, Contigliano, Greccio, Longone Sabino, Micigliano, Monte San Giovanni in Sabina, Montenero Sabino, Poggio Bustone, Rivodutri, Roccantica, Stroncone (TR), Terni (TR), Torricella in Sabina

## Histoire
Nommée Reate en latin, elle était la capitale de la Sabine (territoire des Sabins), et souffrit beaucoup dans les guerres des Romains contre les Italiques. Elle devint sous l'empire préfecture, puis, sous Vespasien, municipe.
Elle fut endommagée par un tremblement de terre en 1785. 
Les Français y battirent les Napolitains en 1798. 
Ancien chef-lieu de délégation des États pontificaux, elle fut réunie depuis 1860 au royaume d'Italie. Au début elle était comprise dans la région Ombrie; en 1927 elle devint province et la province fut annexée au Latium.

## Politique et administration
| Période                                  | Période  | Identité          | Étiquette                       | Qualité      |
| ---------------------------------------- | -------- | ----------------- | ------------------------------- | ------------ |
| 1994                                     | 2002     | Antonio Cicchetti | MSI-DN                          |              |
| 2002                                     | 2012     | Giuseppe Emili    | AN (2002-2007), PdL (2007-2012) |              |
| 2012                                     | 2017     | Simone Petrangeli | SEL                             | Avocat       |
| 2017                                     | 2022     | Antonio Cicchetti | FI                              |              |
| 2022                                     | En cours | Daniele Sinibaldi | FdI                             | Entrepreneur |
| Les données manquantes sont à compléter. |          |                   |                                 |              |

### Jumelages
- Itō (Japon)
- Saint-Pierre-lès-Elbeuf (France)

## Églises et couvents
- Cattedrale di Santa Maria Assunta
- Basilica di Sant'Agostino
- Chiesa del Santissimo Crocifisso
- Chiesa di Sant'Agnese
- Chiesa di Sant'Antonio
- Chiesa di San Benedetto
- Chiesa di San Domenico
- Chiesa di San Francesco
- Chiesa di San Pietro Martire
- Chiesa di San Rufo
- Chiesa di Santa Caterina
- Chiesa di Santa Chiara
- Chiesa di Santa Maria del Fiore
- Chiesa Di Santa Maria delle Grazie
- Chiesa di Santa Scolastica
- Chiesa di Santa Lucia
- ex Chiesa di San Giorgio : Auditorium Fondazione Varrone
- Tempio votivo di San Francesco di Assisi (al Terminillo)
- Convento di Fonte Colombo
- Convento di Santa Maria de la Foresta
- Convento di San Giacomo  ( à Poggio Bustone)
- Santuario di Greccio

## Population et société

### Évolution démographique
Habitants recensés

## Personnalités

### Personnalités nées à Rieti
- Varron (-116 - -27), écrivain et savant romain
- Ange Tancrède de Rieti (?-1258), un des premiers disciples de saint François d'Assise
- Antonio Gherardi (1638 – 1702), peintre et architecte
- Giovanni Lucantoni (1825-1902), compositeur
- Eugenio Garin (1909 - 2004), historien de la Renaissance
- Renzo De Felice (1929 - 1996), historien, spécialiste du fascisme
- Nicola Canali (6 juin 1874 - 3 août 1961), prélat italien
- Elettra Pollastrini (1909-1990), femme politique

### Autres
- Elio Augusto Di Carlo (1918-1998), médecin, ornithologue, naturaliste et historien.
- Indro Montanelli (1909-2001), journaliste, écrivain et historien.
- Charles Ier de Sicile (1226-1295), couronné à Rieti.
- Andrew Howe (1985), athlète, spécialiste du 200 mètres et du saut en longueur.